# Mellemtekst
En mellemtekst er et stykke tekst indsat imellem forskellige afsnit i en spillefilm, oftest som en forklarende tekst eller dialog i stumfilm.
Det var muligt at eksperimentere kunstnerisk med mange forskellige udformninger af mellemtekster. Nogle var sat på rim, andre blev visualiseret som en bog der blev læst fra. I starten af 1920'erne var der også eksperimenter med farvede mellemtekster; The Toll of the Sea (1922), den første i en tofarvet Technicolor rød / grønne film.
I den første Oscaruddeling i 1928 var der en kategori "Bedste mellemtekst", men allerede til den næste Oscaruddeling var tonefilm blevet så dominerende at denne kategori blev taget ud.